# Tuchola
Tuchola (deutsch Tuchel; kaschubisch Tëchòlô) ist eine Stadt im Powiat Tucholski (Tucheler Kreis) der polnischen Woiwodschaft Kujawien-Pommern. Sie ist Sitz des Powiats und der gleichnamigen Stadt-und-Land-Gemeinde mit etwa 20.400 Einwohnern.

## Geographische Lage
Die Stadt liegt im ehemaligen Westpreußen, am Rande der Tucheler Heide (Bory Tucholskie), 55 Kilometer nördlich von Bydgoszcz (Bromberg). Zwei Kilometer östlich der Stadt fließt die Brda (Brahe).

## Geschichte

Tuchel am Rand der Tucheler Heide, westlich von Marienwerder und nördlich von Bromberg, auf einer Landkarte von 1908

Abdruck des Siegels der 1330 eingerichteten Komturei Tuchel. Das Siegel zeigt einen Zuchtmeister mit Rute und einem erschlafften Prügelknaben über dem Arm, mit der Umschrift Sigillum commendatoris de tuchol

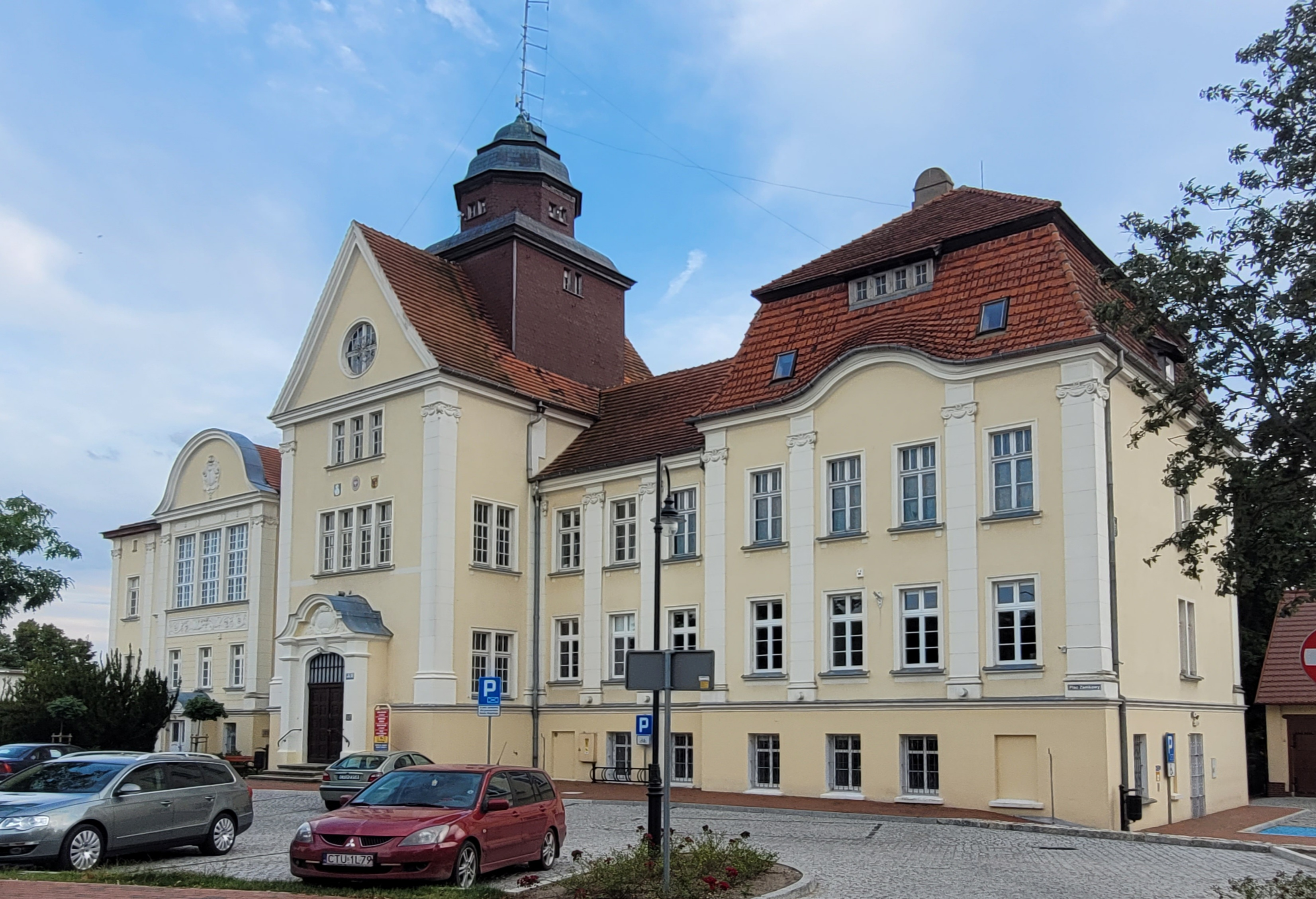
Gebäude der Stadtverwaltung

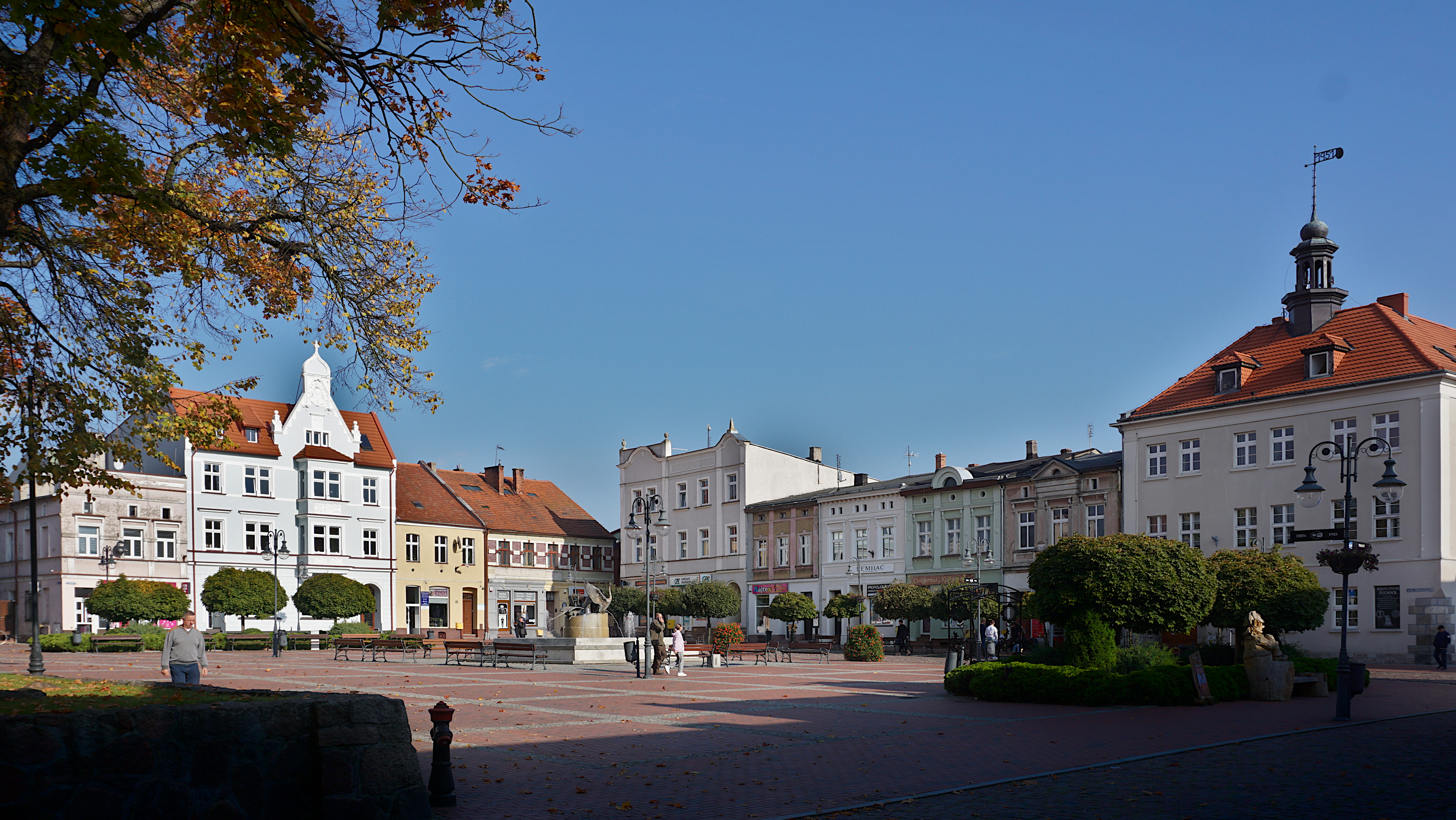
Marktplatz

Großes Stadtsiegel mit dem Stadtwappen und der Umschrift SIGILLUM CIVITATIS TUCHHOL, eingeführt um 1345 vom Deutschen Orden

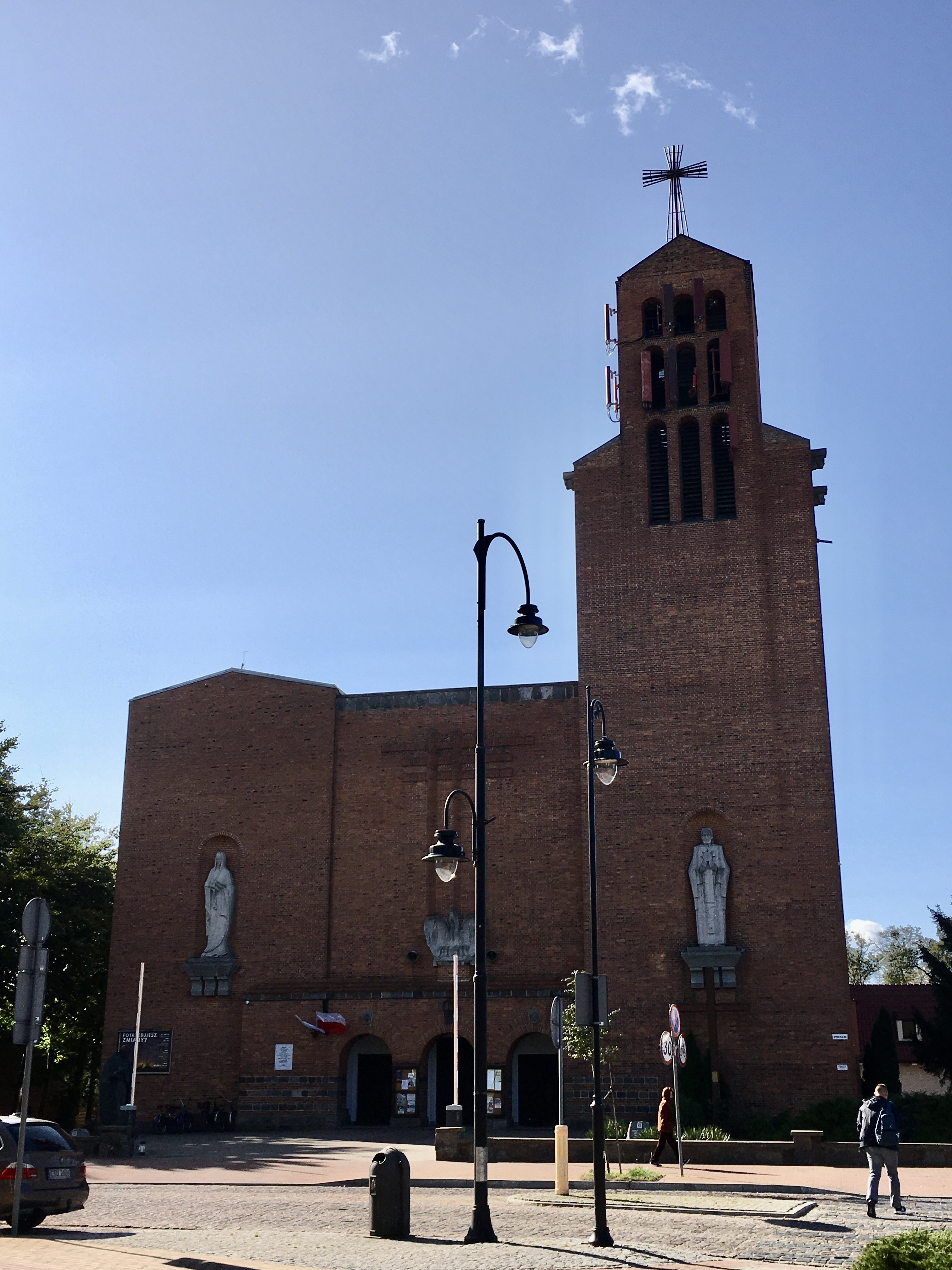
Katholische Christuskirche, erbaut 1935–1938

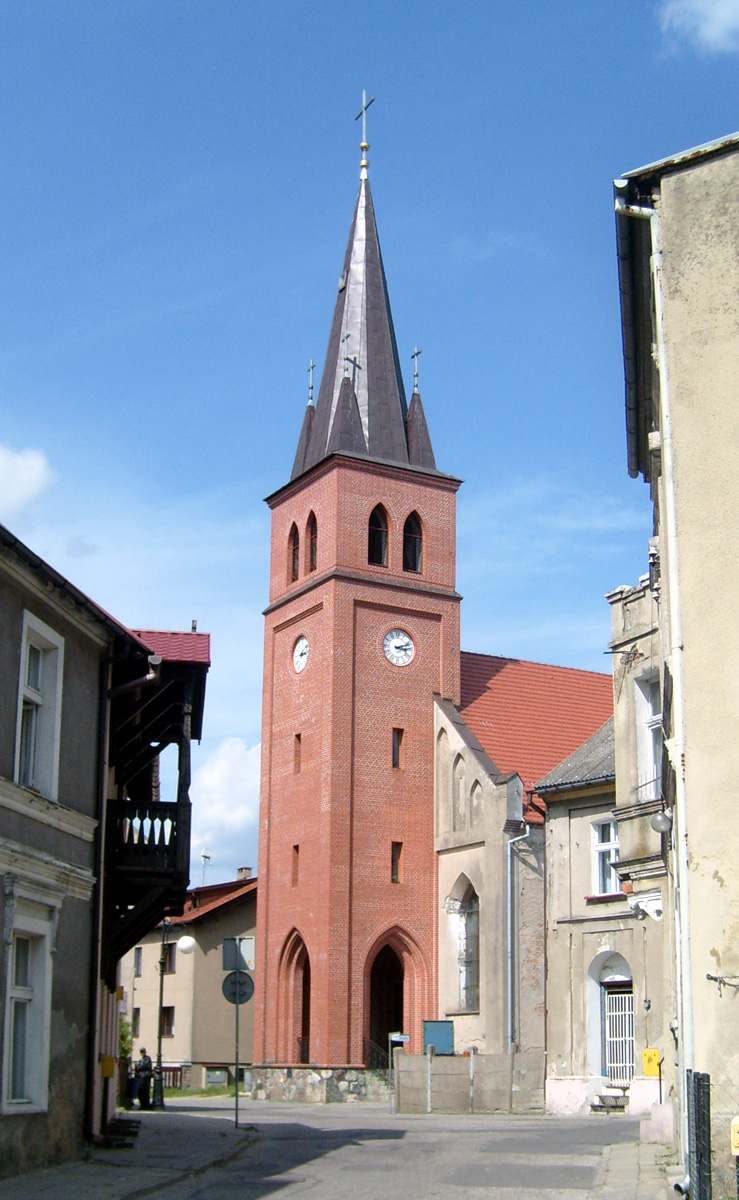
Katholische, ehemals evangelische Jakobuskirche, erbaut 1837–1838, Turm von 1895

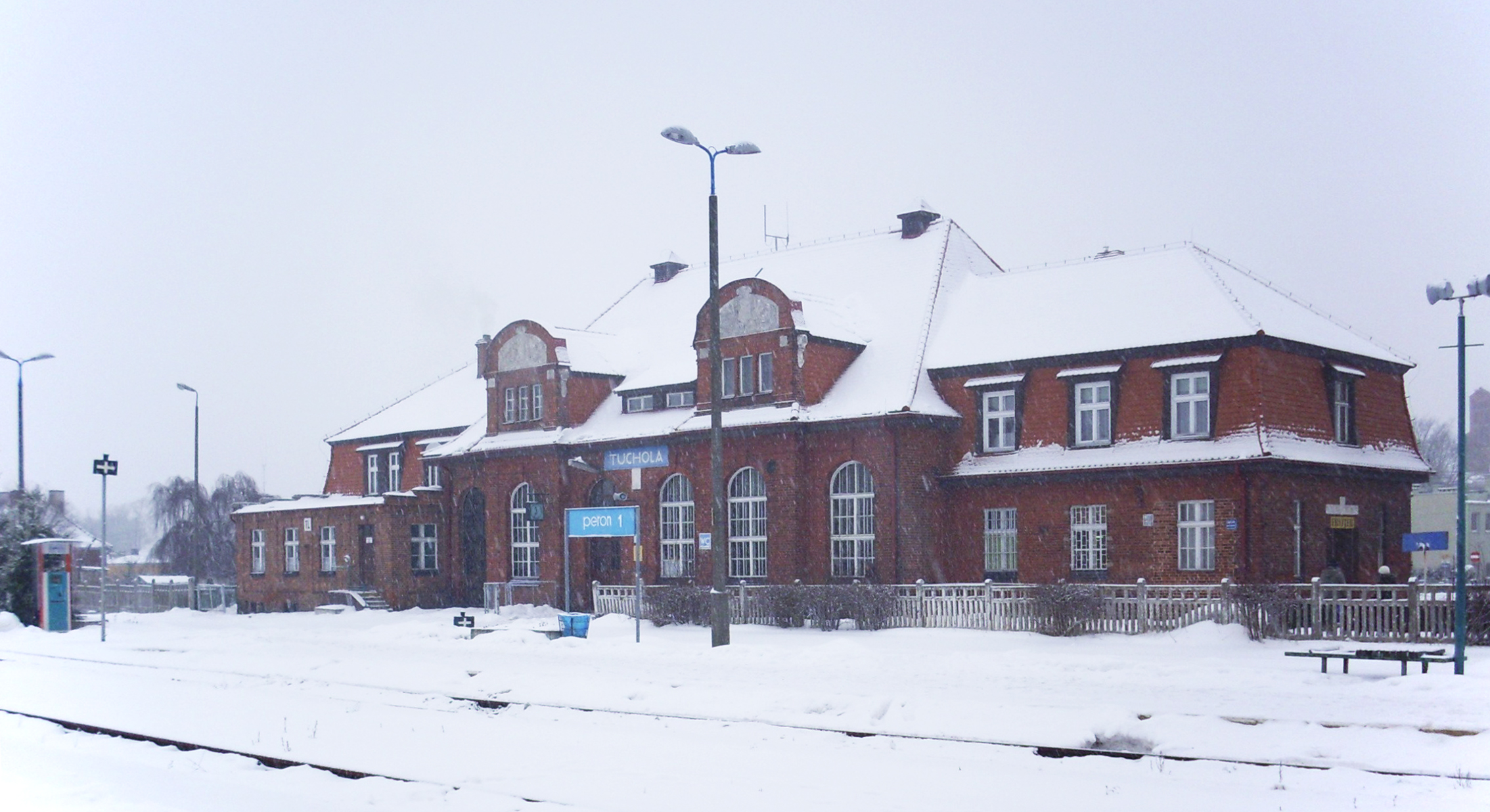
Bahnhof im Winter

Die Region, in der hier die erste Siedlung um das Jahr 980 entstand, gehörte in älterer Zeit zum Herzogtum Pommern, das früher auch Pomerellen umfasste und bis zur Weichsel ausgedehnt war. Zwar hatten die römisch-deutschen Kaiser den Markgrafen von Brandenburg mehrfach die Lehnshoheit über dieses Gebiet verschrieben, doch übten diese das Lehnsrecht hier de facto nicht aus. Als der Deutsche Orden Anfang des 14. Jahrhunderts in einen Konflikt um die Stadt Danzig verwickelt war, kaufte er den Markgrafen ihr Lehnsrecht über Pomerellen ab. Die Rechtswirksamkeit dieses Kaufs bestätigten anschließend sowohl der römisch-deutsche Kaiser als auch der Papst.
Die Ortschaft entstand im Zeitraum zwischen 1287 und 1207 unter Sambor I., Herzog von Pomerellen.
Die erste schriftliche Erwähnung stammt aus dem Jahr 1287, anlässlich der Kirchweihe durch den Erzbischof von Gnesen, Jakub Świnka, am 9. Oktober 1287 („ad consecrandam ecclesiam in Thuchol“). In der Ortschaft stand eine Burg, die sich am Anfang des 14. Jahrhunderts im Besitz der Familie der Swenzonen befand. 1309 kam die Ortschaft zusammen mit Pommerellen durch den Vertrag von Soldin an den Deutschordensstaat. Im selben Jahr besetzten Ordensritter vorübergehend die Burg, im Jahr 1313 befand sie sich jedoch schon wieder im Besitz der Brüder Peter, Jesko und Lorenz, die, wie bereits ihr Vater, mit dem Orden kooperierten.
Seit 1330 befand sich in Tuchel eine Komturei des Deutschordensstaats. Die Entwicklung zur Stadt wurde unter dem Schutz der Ordensburg Tuchel von dem Komtur Dietrich von Lichtenhain vorangetrieben, der als Gründer der Stadt Tuchel gilt. Am 22. Juli 1346 bekam Tuchel vom Hochmeister des Deutschen Ordens Heinrich Dusemer das Kulmer Stadtrecht verliehen.
Der Kriegszug des polnischen Königs Władysław II. Jagiełło und des mit ihm verbündeten Großfürsten Witold von Litauen gegen den Ordensstaat, der mit der Schlacht bei Tannenberg (Grunwald) am 15. Juli 1410 begann, endete in Tuchel. Am 5. November 1410 griff das polnische Heer das in der Tucheler Burg versammelte Ordensritterheer von Süden her an und rieb es auf. Laut der Schriften des polnischen Historikers und Chronisten Johannes Longinus kamen in dieser Schlacht weit mehr Ordensritter im Burgsee und in dem umgebenden Sumpf ums Leben als durch die Schwerter der polnischen Soldaten.
Die zwei Schwerter, die der Hochmeister Ulrich von Jungingen bei Tannenberg dem polnischen König Władysław II. Jagiełło geschenkt haben soll, stammten von dem Tucheler Komtur Heinrich von Schwelborn.
Trotz der katastrophalen Niederlage des Deutschen Ordens konnte der Hochmeister Heinrich von Plauen im Ersten Frieden von Thorn am 1. Februar 1411 tragbare Friedensbestimmungen aushandeln: Der territoriale Bestand des Ordens blieb im Wesentlichen erhalten.
Erst am Ende des folgenden Dreizehnjährigen Krieges zwischen dem Deutschen Orden und Polen-Litauen (1454–1466) kam Tuchel durch den Zweiten Thorner Frieden am 19. Oktober 1466 unter die Oberhoheit der polnischen Krone. Das vom Orden abgetretene Gebiet – mithin auch Tuchel – wurde jedoch nicht in den polnischen Staat inkorporiert, sondern mit der Krone Polens in einer rechtlich nicht klar definierten Union verbunden. Die Sonderstellung des „Königlichen Preußen“ gegenüber der polnischen Krone zeigte sich in der Aufrechterhaltung seiner Sonderrechte wie z. B. eigener Landtag, eigene Landesregierung, eigene Münze, eigene diplomatische Vertretungen der großen Städte.
Im Polnisch-Schwedischen Krieg (1655–1657) versuchten die Schweden fünfmal vergeblich die Stadt Tuchel und ihre Burg zu erobern. Seine Stelle in der Geschichte hatte auch ein Held namens Michałko, von dem 1657 berichtet wurde:

„In dieser Zeit wurden Schweden in Preußen von niemandem beunruhigt, außer Michałko, dem Sohn eines prußischen Bauers, der zuerst bei Schweden als Soldat und Korporal diente, später war er im Kloster in Pelplin in Haft. Er organisierte nach der Flucht ein großes Bauernabteil, das von Schweden hohe Beuten eroberte. Er kannte sehr gut alle Wege und Waldpfaden, kehrte immer sicher nach Tuchel, Konitz oder Schlochau zurück. Er ging mit seinen Bauern an und ab, bereitete viele Schäden und entführte viele Schweden. Er erschien immer dort, wo er nicht erwartet wurde, gleich danach floh er.“

Durch die Erste Teilung Polen-Litauens 1772 kam Tuchel an das Königreich Preußen. Am 17. Mai 1781 entzündete Jan Philip Vogt den Brand, dem die Pfarrkirche zum Heiligen Bartholomäus und der größte Teil der Stadt zum Opfer fielen. Die Namen von manchen Straßen erinnern an die damalige Bedeutung (z. B. Starofarna/Altpfarrkirchenstraße; Staromiejska/Altstädtische Straße; Rzeźnicka/Metzgerstraße; Studzienna/Brunnenstraße; Rycerska/Ritterstraße). Am Anfang des 19. Jahrhunderts hatte Tuchel eine evangelische Kirche, eine katholische Kirche, eine Synagoge, eine private Höhere Knabenschule, ein katholisches Schullehrerseminar, ein Amtsgericht und war Sitz eines Landgerichts, das im alten Schloss untergebracht war.
Bis 1920 war Tuchel Kreisstadt des Landkreises Tuchel im Regierungsbezirk Marienwerder der Provinz Westpreußen des Deutschen Reichs.
Nach dem Ersten Weltkrieg musste die Stadt Tuchel aufgrund der Bestimmungen des Versailler Vertrags zum Zweck der Einrichtung des Polnischen Korridors mit Wirkung zum Januar 1920 an Polen abgetreten werden.
In der Stadt befand sich ein von Deutschen während des Ersten Weltkrieges errichtetes Internierungslager für Kriegsgefangene, das im Polnisch-Sowjetischen Krieg von der Zweiten Polnischen Republik als Kriegsgefangenenlager wiederverwendet und durch hohe Sterberaten bekannt wurde. Es wurde Lager 7 genannt und existierte bis 1923.
Seit Herbst 1920 wurden während des Polnisch-Sowjetischen Krieges Tausende gefangener Rotarmisten im Lager 7 in Tuchola interniert, hauptsächlich Soldaten und Kosaken aus Russland. Im Winter 1920/1921 wies Lager 7 eine Sterberate von etwa 25 % auf, was auf Mangel an Lebensmitteln, unzureichende sanitäre Bedingungen, Mangel an Brennstoff, mangelhafte medizinische Versorgung und physische Misshandlung seitens der polnischen Lageraufseher zurückzuführen war.
„Vom Moment der Eröffnung eines Lazaretts im Februar 1921 an bis zum 11. Mai 1921 wurden dort 6.491 epidemische Krankheitsfälle, 12.294 nicht-epidemische Krankheitsfälle und 2.561 Todesfälle registriert.“
Mit dem Überfall auf Polen 1939 wurde der Polnische Korridor durch das Deutsche Reich besetzt. Der Kreis Tuchel wurde in den neugeschaffenen Reichsgau Danzig-Westpreußen eingegliedert, zu dem die Stadt Tuchel bis 1945 gehörte. Wie in vielen polnischen Orte fanden gleich nach der Besetzung Massenmorde statt. Im Vorort von Tuchola (Rudzki Most) wurden ca. 560 unschuldige Menschen im Rahmen der Intelligenzaktion ermordet. Das Ziel der Aktion war die Ermordung der gesamten politischen, wirtschaftlichen und intellektuellen Elite des polnischen Volkes. Gegen Ende des Zweiten Weltkriegs besetzte im Frühjahr 1945 die Rote Armee die Region, die damit wieder Teil Polens wurde.
Im Jahr 2012 war Tuchola Gastgeber des 17. Europaschützenfestes, einer Veranstaltung der Europäischen Gemeinschaft Historischer Schützen.

### Demographie
| Jahr | Einwohner | Anmerkungen |
| ---- | --------- | --- |
| 1772 | 0490      | an 108 Wohnplätzen |
| 1802 | 1159      | in 191 Haushalten |
| 1805 | 1251      | in 194 Häusern |
| 1816 | 1217      | davon 332 Evangelische, 477 Katholiken und 408 Juden |
| 1821 | 1367      | [ 12 ] |
| 1831 | 1283      | in 176 Häusern |
| 1837 | 1435      | [ 14 ] |
| 1843 | 1801      | im Dezember 1843 |
| 1864 | 2579      | in 227 Häusern, davon 869 Katholiken und 764 Protestanten                                                                                                 |
| 1875 | 2780      | [ 18 ] |
| 1880 | 3066      | [ 18 ] |
| 1890 | 2826      | davon 1391 Katholiken, 959 Protestanten und 473 Juden (500 Polen)                                                                                         |
| 1905 | 3448      | davon 944 Protestanten und 290 Juden, 1965 mit deutscher Muttersprache                                                                                    |
| 1910 | 4232      | am 1. Dezember, darunter 1215 Evangelische, 2601 Katholiken und 253 Juden; 1813 Personen mit polnischer und vier Personen mit kaschubischer Muttersprache |
| 1931 | 5477      | [ 20 ] |
| 1943 | 7086      | [ 9 ] |

| Jahr | Einwohner | Anmerkungen |
| ---- | --------- | ----------- |
| 2012 | 20.185    |             |

## Wappen
Die Patronin von Tuchola ist die Heilige Margarete. Der Legende zufolge soll sie die Stadt vor Angreifern verteidigt haben, indem sie die Verteidiger dazu veranlasste, den Angreifern Brot zuzuwerfen. Die Angreifer wurden so von den großen Vorräten der Stadt überzeugt und zogen ab.
Blasonierung: In Blau wachsend eine silbern nimbierte, mit einer dreiblättrigen goldenen Krone gekrönte, silberne Heilige Margarete mit schulterlangen schwarzen Haaren, in der Rechten eine silberne Taube haltend, in der Linken ein goldenes Kreuz.

## Gemeinde
Zur Stadt-und-Land-Gemeinde (gmina miejsko-wiejska) Tuchola gehören die Stadt und zehn Dörfer mit Schulzenämtern sowie weitere kleinere Ortschaften.

### Partnergemeinden
- Olching, Deutschland
- Lübtheen, Deutschland

## Verkehr
Der Bahnhof liegt an der Bahnstrecke Działdowo–Chojnice. Von dieser zweigt In Tuchola die stillgelegte Bahnstrecke Tuchola–Koronowo ab.

## Persönlichkeiten
Söhne und Töchter der Stadt:
- Romuald Frydrychowicz (1850–1932), katholischer Priester und Regionalhistoriker in Westpreußen
- Louis Lewin (1850–1929), Arzt, Pharmakologe und Toxikologe
- Zenon Frydrychowicz (1851–1929), Jurist
- Richard von Conta (1856–1941), preußischer General der Infanterie
- Karl Lehmann (1858–1918), Rechtswissenschaftler und Rektor der Universität Rostock
- Emil Ernst Proch (1872–1923), Maler
- Senna Hoy (1882–1914), deutscher Anarchist und Schriftsteller
- Martin Magnus (1884–1943), jüdischer Arzt, NS-Opfer
- Joachim von Delbrück (1886–1951), Schriftsteller, Kritiker und Herausgeber
- Bruno Binnebesel (1902–1944), katholischer Geistlicher, NS-Opfer
- Wilhelm Ambrosius (1903–1955), Fregattenkapitän und U-Boot-Kommandant der Kriegsmarine
- Timm Rautert (* 1941), Fotograf
- Tadeusz Zwiefka (* 1954), Jurist und polnischer Politiker

Mit der Stadt verbundene Persönlichkeiten:
- Konstantyn Krefft (1867–1940), Geistlicher, Erbauer der Fronleichnamskirche (1935–1939), umgekommen im KZ Stutthof.